# Lisvel Eve-Castillo
Lisvel Elisa Eve-Castillo Mejia (ur. 10 września 1991 r. w Puerto Plata) – dominikańska siatkarka reprezentantka kraju, grająca na pozycji środkowej i przyjmującej. 

## Sukcesy klubowe
Liga dominikańska:
- 2008

Liga południowokoreańska:
- 2010

Liga portorykańska:
- 2012

## Sukcesy reprezentacyjne
Mistrzostwa Ameryki Północnej, Środkowej i Karaibów Kadetek:
- 2006

Mistrzostwa Ameryki Północnej, Środkowej i Karaibów:
- 2009, 2019, 2023[2]
- 2015
- 2007

Mistrzostwa Ameryki Północnej, Środkowej i Karaibów Juniorek:
- 2008

Puchar Panamerykański:
- 2008, 2010, 2016
- 2009, 2011, 2015, 2019

Mistrzostwa Świata Juniorek:
- 2009

Puchar Wielkich Mistrzyń:
- 2009

Igrzyska Panamerykańskie:
- 2019, 2023[3]

## Nagrody indywidualne
- 2008: Najlepsza atakująca Mistrzostw Ameryki Północnej, Środkowej i Karaibów Juniorek
- 2010: Najlepsza blokująca Pucharu Panamerykańskiego
- 2011: Najlepsza zagrywająca Pucharu Panamerykańskiego
- 2015: MVP Mistrzostw Ameryki Północnej, Środkowej i Karaibów
- 2019: Najlepsza środkowa Igrzysk Panamerykańskich
- 2023: Najlepsza zagrywająca Mistrzostw Ameryki Północnej, Środkowej i Karaibów